# Franck Esposito
Franck Esposito (Salon-de-Provence, 13 april 1971) is een voormalig internationaal topzwemmer uit Frankrijk, die in 1992 namens zijn vaderland de bronzen medaille won op de 200 meter vlinderslag bij de Olympische Spelen in Barcelona.
Esposito, bijgenaamd Titou, nam in totaal viermaal deel aan de Olympische Spelen, en won evenzovele Europese titels, te beginnen in 1991. Hij is lid van zwemvereniging CN Antibes. Zijn erelijst vermeldt verder onder meer 32 Franse titels.